# ラスト・シーン (アン・ルイスの曲)
「ラスト・シーン」は、日本の歌手アン・ルイスの10枚目のシングル。1975年10月25日にビクターレコードから発売された。規格品番はSV-1255。

## 概要
A・B面とも、作詩・竜真知子、作編曲は穂口雄右が手掛けている。アン・ルイスのシングルでは初めての起用となった。

## 収録曲
（2曲とも）作詩: 竜真知子、作編曲: 穂口雄右、演奏：ビクター・オーケストラ
1. ラスト・シーン（3分55秒）
2. 待ちわびて（3分44秒）